# Nikolaj Oljunin
Nikolaj Igorevič Oljunin (in russo Николай Игоревич Олюнин?, traslitterazione anglosassone Nikolay Olyunin; Krasnojarsk, 23 ottobre 1991) è uno snowboarder russo, specialista di snowboard cross.

## Biografia
In Coppa del Mondo di snowboard ha esordito il 12 settembre 2009 a Chapelco (39º) e ha ottenuto il primo podio il 21 febbraio 2012 a Stoneham.
In carriera ha preso parte a un'edizione dei Giochi olimpici invernali, Soči 2014 (2º nello snowboard cross), e a quattro dei Campionati mondiali (17º nello snowboard cross a Stoneham 2013 il miglior risultato).
Nel 2018 ha preso parte ai XXIII Giochi olimpici invernali a Pyeongchang concludendo in undicesima posizione nella gara di snowboard cross.

## Palmarès

### Olimpiadi
- 1 medaglia:
  - 1 argento (snowboard cross a Soči 2014)

### Mondiali juniores
- 1 medaglia:
  - 1 oro (snowboard cross a Cardrona 2010)

### Universiadi
- 2 medaglie:
  - 1 oro (snowboard cross a Sierra Nevada 2015)
  - 1 argento (snowboard cross a Trentino 2013)

### Coppa del Mondo
- Miglior piazzamento nella Coppa del Mondo di snowboard cross: 3º nel 2015
- 6 podi:
  - 1 vittoria
  - 4 secondi posti
  - 1 terzo posto

#### Coppa del Mondo - vittorie
| Data            | Luogo    | Paese    | Disciplina |
| --------------- | -------- | -------- | ---------- |
| 23 gennaio 2016 | Feldberg | Germania | SBX        |

Legenda:

SBX = Snowboard cross